# Gli invincibili fratelli Maciste
Gli invincibili fratelli Maciste è un film del 1964, diretto da Roberto Mauri.

## Trama
Il principe Akim sta facendo costruire dai due fratelli Maciste un sontuoso tempio per onorare gli dei. Ma una strega di un mondo sotterraneo rapisce la sua ragazza Jhana e così Akim è costretto a mandare in soccorso i due fratelli.